# Бекбулатова, Таисия Львовна
Таи́сия Льво́вна Бекбула́това (род. 10 марта 1991) — российская журналистка и медиаменеджер. Основательница и главный редактор интернет-издания «Холод» (2019—н. в.). Основательница женского интернет-издания «Коса».

## Биография
В 2013 году окончила факультет журналистики МГУ им. М. В. Ломоносова. Говорила, что её друг и научный руководитель Людмила Реснянская — это «человек, которому [Бекбулатова] во многом обязана тем, что стала политическим журналистом». На четвёртом курсе учёбы в университете стажировалась в газете «Коммерсантъ».
В 2012—2017 годах работала корреспондентом отдела политики газеты «Коммерсантъ». В 2017—2019 годах была специальным корреспондентом в интернет-издании «Meduza», где писала лонгриды как на политические, так и на неполитические темы. В обоих изданиях занималась, помимо этого, редактурой: в «Коммерсанте» редактировала тексты авторов из регионов, а в издании «Meduza» выпускала тексты по выходным.
В 2019 году создала онлайн-журнал «Холод» и стала его главным редактором. Первое время проект существовал на личные сбережения Таисии Бекбулатовой. В феврале 2020 года у «Холода» появились инвесторы, имена которых Бекбулатова не раскрывает.
7 июля 2020 года к Бекбулатовой пришли с обыском в связи с делом журналиста Ивана Сафронова-младшего, с которым она ранее работала в «Коммерсанте» и состояла в дружеских отношениях.
30 декабря 2021 года Минюст России внёс Бекбулатову в реестр СМИ — «иностранных агентов».
В 2023 году создала женское интернет-издание «Коса», уделяющее особое внимание темам дискриминации женщин и ситуации с правами женщин.
В ноябре 2023 года вошла в жюри премии «Редколлегия».

## Взгляды
Поддерживает феминизм, но не является активисткой, поскольку считает, что как журналистка не может себе это позволить.

## Награды
В августе 2019 года стала лауреаткой ежемесячной журналистской премии «Редколлегия» за статью «Дорога в Аскиз».
В 2022 году вошла в рейтинг 100 вдохновляющих и наиболее влиятельных женщин мира года по версии Би-би-си, став одной из трёх россиянок наряду с Аллой Пугачёвой и Александрой Скочиленко.